# 강신경 (목사)
강신경(1929년 ~ 2019년)은 대한민국의 장로교(통합) 목사로, 신흥대학, 김천대학, 안산공과대학, 한북대학교와 신흥고등학교, 한빛누리고등학교, 고양외국어고등학교, 고양제일중학교 등의 설립자이다.

## 같이 보기
- 신흥대학
- 김천대학
- 안산공과대학
- 한북대학교
- 신흥고등학교
- 한빛누리고등학교
- 고양외국어고등학교
- 고양제일중학교
- 신한대학교 (구 신흥대학, 한북대학교의 통합으로 출범)